# Ich Troje
Ich Troje (im deutschsprachigen Raum auch Troje) ist eine polnische Pop-Band.

## Bandgeschichte

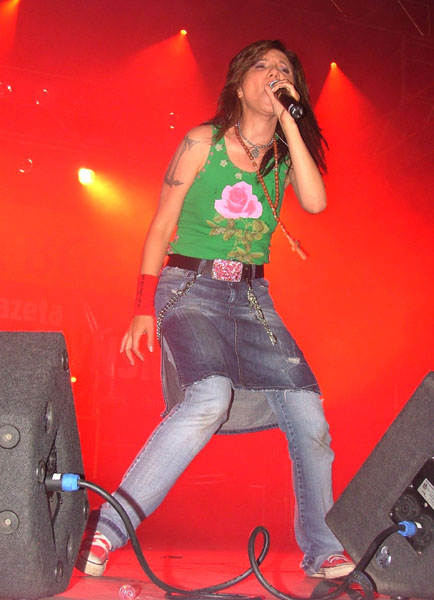
Magda Femme

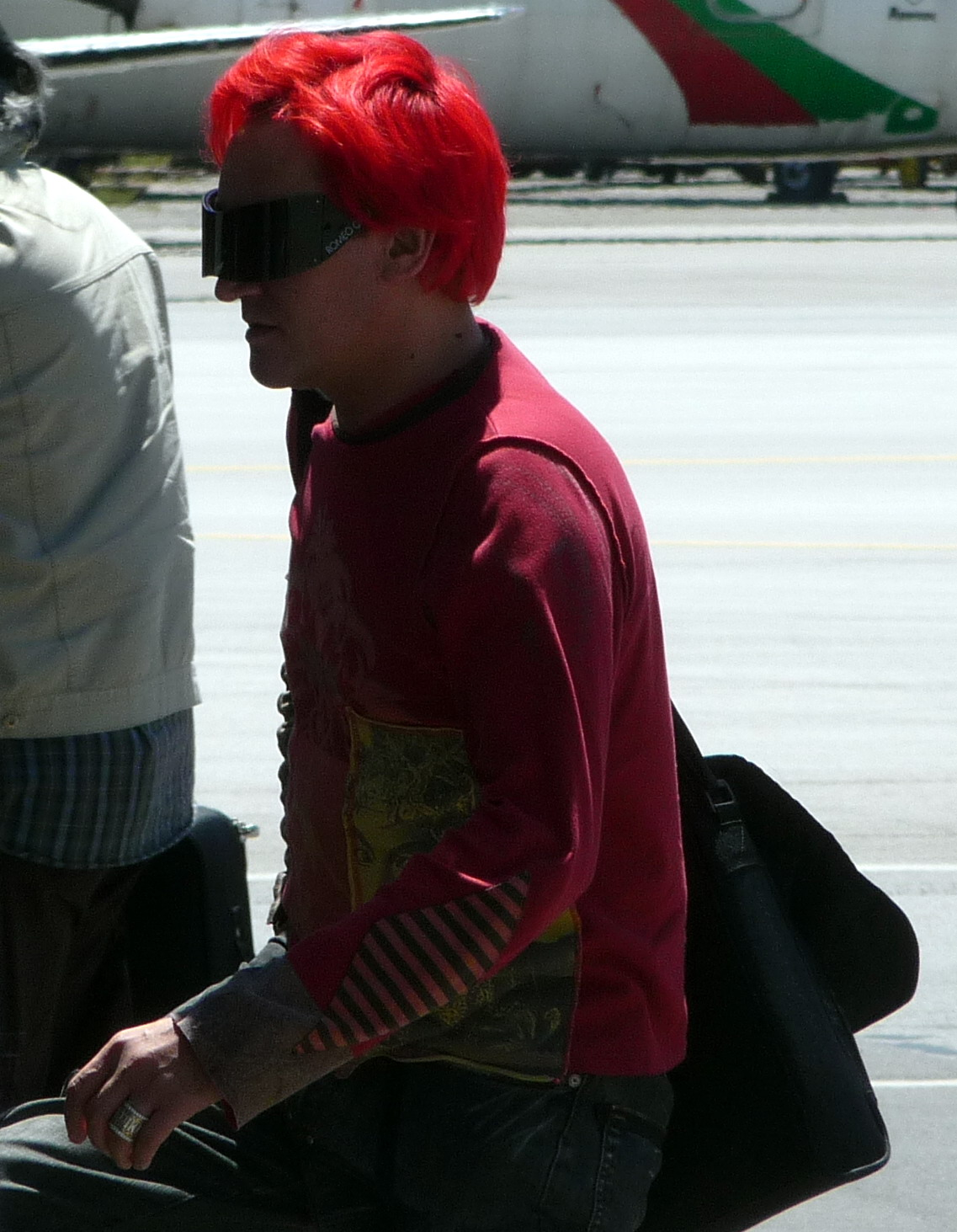
Michał Wiśniewski am Flughafen Sofia

Die Band wurde 1995 von Jacek Łągwa, Michał Wiśniewski und Magda Femme in Łódź gegründet. Bandleader Wiśniewski hatte die Idee, Popmusik zu machen, und organisierte in einer Diskothek in Łódź Karaokeabende mit Jacek Łągwa, der nach dem Erfolg der Abende polnische Popsongs zu schreiben begann. Sie waren überzeugt, dass ihre Lieder Erfolg haben könnten, benötigten dazu aber noch eine weibliche Stimme, die sie in Magda Femme fanden. Die ersten Platten in dieser Besetzung nahmen sie 1996 und 1997 auf. Der Erfolg kam jedoch erst nach dem Ausstieg von Magda Femme im Jahre 2000. Sie wurde durch die erfahrenere Sängerin Justyna Majkowska ersetzt. In dieser Besetzung schickte sich „Ich Troje“ an, die erfolgreichste Popformation Polens zu werden. 
Da Michał Wiśniewski seine Kindheit in Deutschland verbracht hatte, spricht er ausgezeichnet deutsch, was ihn 2003 auf die Idee brachte, einen Song mehrsprachig zu schreiben. Mit dem Lied Keine Grenzen – Żadnych Granic trat „Ich Troje“ bei der polnischen Vorausscheidung zum Eurovision Song Contest an. Zusätzlich nahmen Michał Wiśniewski und Jacek Łągwa im selben Jahr unter dem Namen „Troje“ mit der deutschen Elli Mücke in einem FDJ (Freie Deutsche Jugend) Hemd als Sängerin mit dem Song Liebe macht Spaß an der deutschen Vorausscheidung teil. Bei einem wahrscheinlichen Gewinn beim polnischen Vorentscheid wollte Ich Troje auf die deutsche Teilnahme verzichten. Die Band erreichte zwar in Deutschland eine gute Platzierung, doch den Sieg trug sie in Polen davon. Das Original Keine Grenzen – Zadnych Granic, mit dem sie für Polen beim Eurovision Song Contest 2003 antrat, war dreisprachig und wurde mit Justyna Majkowska eingesungen. Für Deutschland gab es auch eine Version nur auf Deutsch, bei der Elli Mücke Justyna Majkowska ersetzte. Dazu gab es auch zwei Videoclips; die deutsche Version wurde allerdings nur ein paar Mal in den Medien gesendet und verschwand fast ungesendet wieder in den Archiven. „Troje“ veröffentlichten zwar eine Single und ein Album in Deutschland, hatte auch einen Auftritt bei der Aktuellen Schaubude des NDR, doch kurz darauf war es auch wieder still um das deutsche Projekt und weitere Zusammenarbeiten mit Elli Mücke gab es vorerst nicht. Sie sollte ursprünglich für die aus der Band ausscheidende Majkowska als Sängerin einspringen, doch die Sprachbarrieren waren zu groß. All die Auftritte im Jahr 2003 machte Ich Troje in Deutschland teilweise bekannt und es entwickelte sich eine kleine deutsche Fangemeinde. Michał Wiśniewski plante 2005 auch beim österreichischen Vorentscheid des Eurovision Song Contests teilzunehmen; aus den Plänen wurde jedoch nichts.
2003, kurz nach der Teilnahme beim Eurovision Song Contest, verließ Justyna Majkowska die Band und wurde durch Anna Świątczak ersetzt. 2004 trennte sich die Gruppe. Die Mitglieder der Band versuchten sich danach in Soloprojekten.
Nach einem gemeinsamen Konzert beim Sopot-Festival 2005 fanden sich die Mitglieder von Ich Troje wieder zusammen und starteten danach eine Tournee. Im Vorfeld der polnischen Parlamentswahlen 2005 spielte Ich Troje die Parteihymne für die radikale Bauernpartei Samoobrona ein und stellte sie auf einem Parteitag der Partei vor.
Am 29. Januar 2006 trat Ich Troje mit dem Lied Follow My Heart bei der polnischen Vorausscheidung zum Eurovision Song Contest 2006 an. Auch die früheren Sängerinnen der Band Magda Femme und Justyna Majkowska sowie der deutsche Rapper Real McCoy waren bei diesem Lied dabei. Mit Follow My Heart präsentierte Ich Troje einen ganz neuen Musikstil als bisher. Ich Troje belegte wieder den ersten Platz und vertraten Polen zum zweiten Mal beim Eurovision Song Contest. Der Song sollte beim Semifinale des ESC 2006 ursprünglich in sechs Sprachen gesungen werden, wurde schließlich aber nur in vier Sprachen vorgetragen. Ich Troje war im Semifinale als Elftplatzierte nicht unter den besten zehn Teilnehmern und hatte somit den Einzug ins Finale knapp verpasst.
2006 gab es auch wieder eine Zusammenarbeit mit Elli Mücke. Am 5. Mai 2006 gab Ich Troje zusammen mit Mücke im Vorfeld des diesjährigen Eurovision Song Contests ein Konzert im Quatsch Comedy Club in Berlin.
Anfang 2007 startete Ich Troje ihre zweite USA-Tour für polnische Auswanderer mit insgesamt dreißig Konzerten in Städten wie New York, Clearwater, New Jersey, Chicago, Seattle, San Francisco, Los Angeles und Las Vegas mit ihrem aktuellen Album Siedem grzechów Głównych.
Im Dezember 2008 erschien das achte Album der Band, und zwar Ósmy obcy pasażer.

## Diskografie

### Alben
- 1996: Intro (PL: Gold)
- 1997: Iti cd.
- 1999: 3 (PL: Platin)
- 1999: 3 (reedycja)
- 1999: The Best Of…
- 2001: Ad. 4 (PL: Diamant)
- 2002: Po piąte… a niech gadają (in drei Versionen)
- 2003: The Best of Ich Troje
- 2003: The Best of Ich Troje – 2-CD-Edition
- 2003: Keine Grenzen
- 2004: 6. ostatni przystanek (PL: Gold)
- 2006: 7 grzechów głównych
- 2008: Ósmy obcy pasażer
- 2017: Pierwiastek z dziewięciu
- 2022: Projekt X

### Singles (DE)
- 2003: Liebe macht Spaß
- 2003: Keine Grenzen (deutsche Version) (sehr selten, weil Promosingle)
- 2003: Ebbe und Flut (Promo)
- 2003: Mein Traum

### Singles (PL)
- Ich Troje
- Singiel 2
- Milion serc
- Lustro
- A wszystko to … bo ciebie kocham
- Jeanny
- Hitmix’99 czyli co to jest za jazda
- Powiedz
- Zawsze z tobą chciałbym być
- Razem a jednak osobno
- Tango straconych
- Zakochaj się
- Powiedz (russisch)
- Tobą oddychać chce
- Babski świat
- Keine Grenzen / Żadnych granic
- Letnia piosenka o niczym ważnym
- Follow My Heart
- Bóg jest miłością
- Perfekcyjna miłość
- 2008: Play in Team